# Крочета (Болоња)
Крочета (итал. Crocetta) је насеље у Италији у округу Болоња, региону Емилија-Ромања.
Према процени из 2011. у насељу је живело 397 становника. Насеље се налази на надморској висини од 22 м.